# Puerta Tón
Puerta Tón är en ort i Mexiko.   Den ligger i kommunen Chilón och delstaten Chiapas, i den sydöstra delen av landet, 800 km öster om huvudstaden Mexico City. Puerta Tón ligger 1 169 meter över havet och antalet invånare är 105.
Terrängen runt Puerta Tón är huvudsakligen kuperad, men åt sydväst är den platt. Runt Puerta Tón är det ganska tätbefolkat, med 54 invånare per kvadratkilometer. Närmaste större samhälle är Patria Nueva, 18,7 km söder om Puerta Tón. I omgivningarna runt Puerta Tón växer i huvudsak städsegrön lövskog.